# روبرت كينوشيتا
روبرت كينوشيتا (بالإنجليزية: Robert Kinoshita)‏ هو فنان ومخرج فني أمريكي، ولد في 24 فبراير 1914 في لوس أنجلوس في الولايات المتحدة، وتوفي في 9 ديسمبر 2014 في توررانسي في الولايات المتحدة.

## وصلات خارجية
- روبرت كينوشيتا على موقع IMDb (الإنجليزية)
- روبرت كينوشيتا على موقع قاعدة بيانات الفيلم (الإنجليزية)